# Francisco Garrigós
Francisco Garrigós Rosa (Móstoles, 9 dicembre 1994) è un judoka spagnolo.
Ha rappresentato la Spagna ai Giochi olimpici estivi di Rio de Janeiro 2016. Si è laureato campione continentale agli europei di Lisbona 2021.

## Palmarès
- Giochi olimpici

Parigi 2024: bronzo nei 60 kg.
- Europei

Varsavia 2017: bronzo nei 60 kg.
Praga 2020: bronzo nei 60 kg.
Lisbona 2021: oro nei 60 kg.
Sofia 2022: oro nei 60 kg.
- Giochi europei

Minsk 2019: argento nei 60 kg.
- Campionati del mondo juniores:

Fort Lauderdale 2014: oro nei 60 kg.
- Campionati europei juniores:

Sarajevo 2013: bronzo nei 60 kg.
Bucarest 2014: oro nei 60 kg.

### Vittorie nel circuito IJF
| Data            | Località  | Paese               | Categoria  |
| --------------- | --------- | ------------------- | ---------- |
| 28 ottobre 2016 | Abu Dhabi | Emirati Arabi Uniti | Grand Slam |
| 16 giugno 2017  | Cancún    | Messico             | Gran Prix  |